# 디지털 포렌식
디지털 포렌식(Digital Forensic Science), 또는 디지털 법과학, 전자법의학은 컴퓨터 범죄와 관련하여 디지털 장치에서 발견되는 자료를 복구하고 조사하는 법과학의 한 분야이다.
디지털 포렌식이라는 용어는 원래 컴퓨터 포렌식의 동의어로 사용되었지만 디지털 데이터를 기억 할 수 있는 모든 장치에 대한 조사를 포함하여 확장되었다. 1970년대 후반과 1980년대 초의 가정용 컴퓨팅 혁명에 뿌리를 둔 이 분야는 1990년대에 우연히 진화했으며 21세기 초가 되어 국가 정책으로 관장되었으므로, 근래 들어 디지털 성폭력이 사회적으로 가장 수면 위로 떠오르면서 성착취물 추적 시스템 등 다양한 수사 기법으로 널리 활용되고 있다.

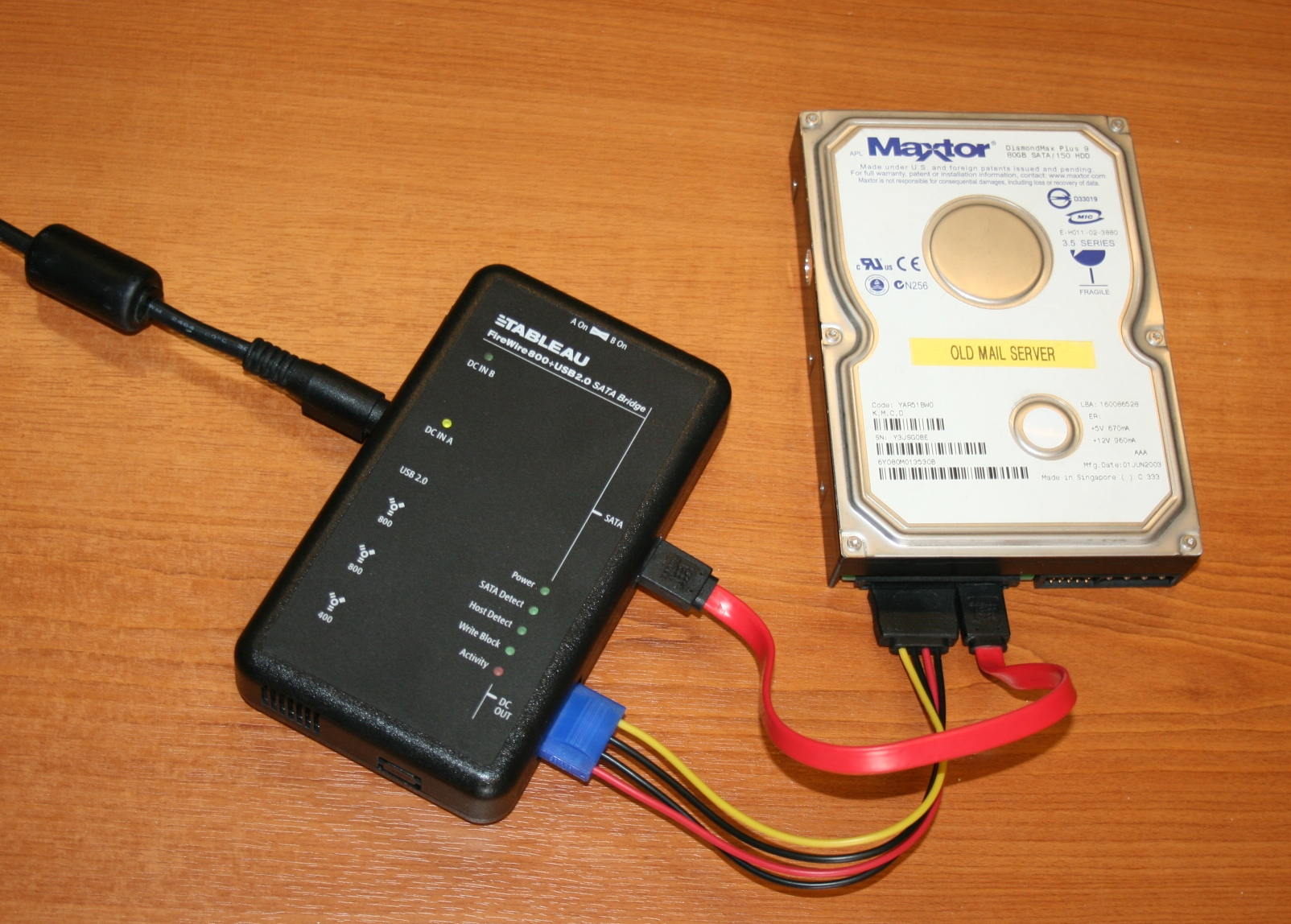
하드 드라이브에 연결된 휴대용 Tableau 쓰기 차단기

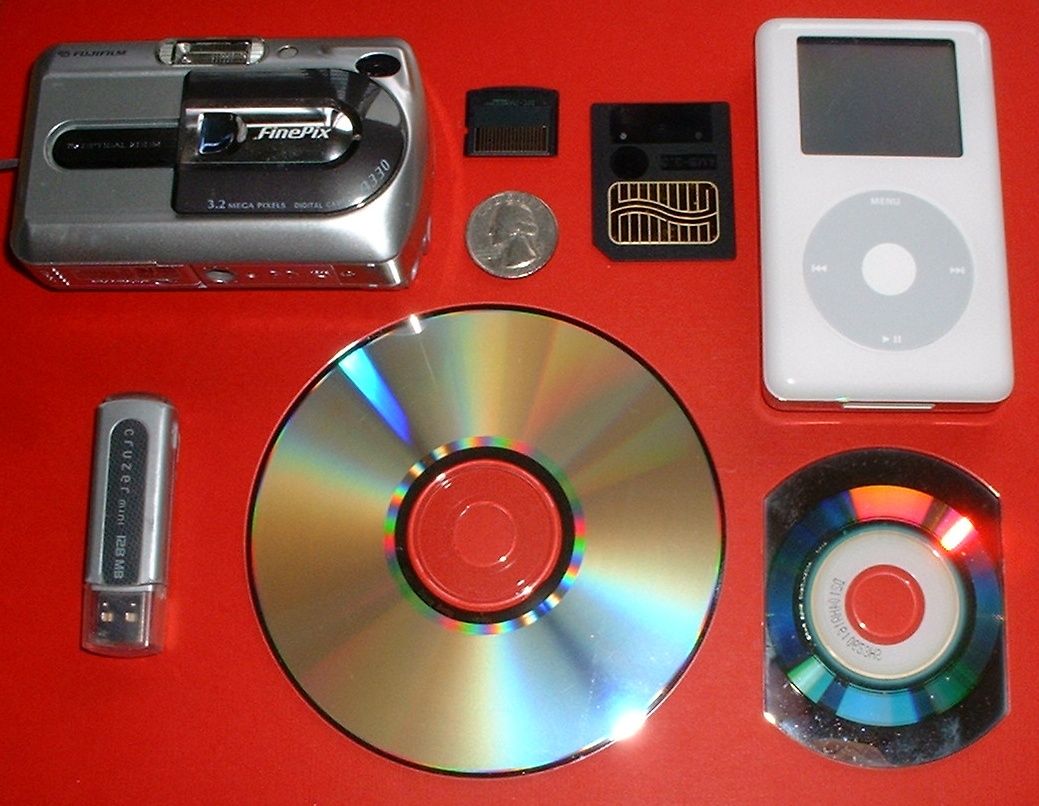
디지털 증거가 여러 형태로 되었다.

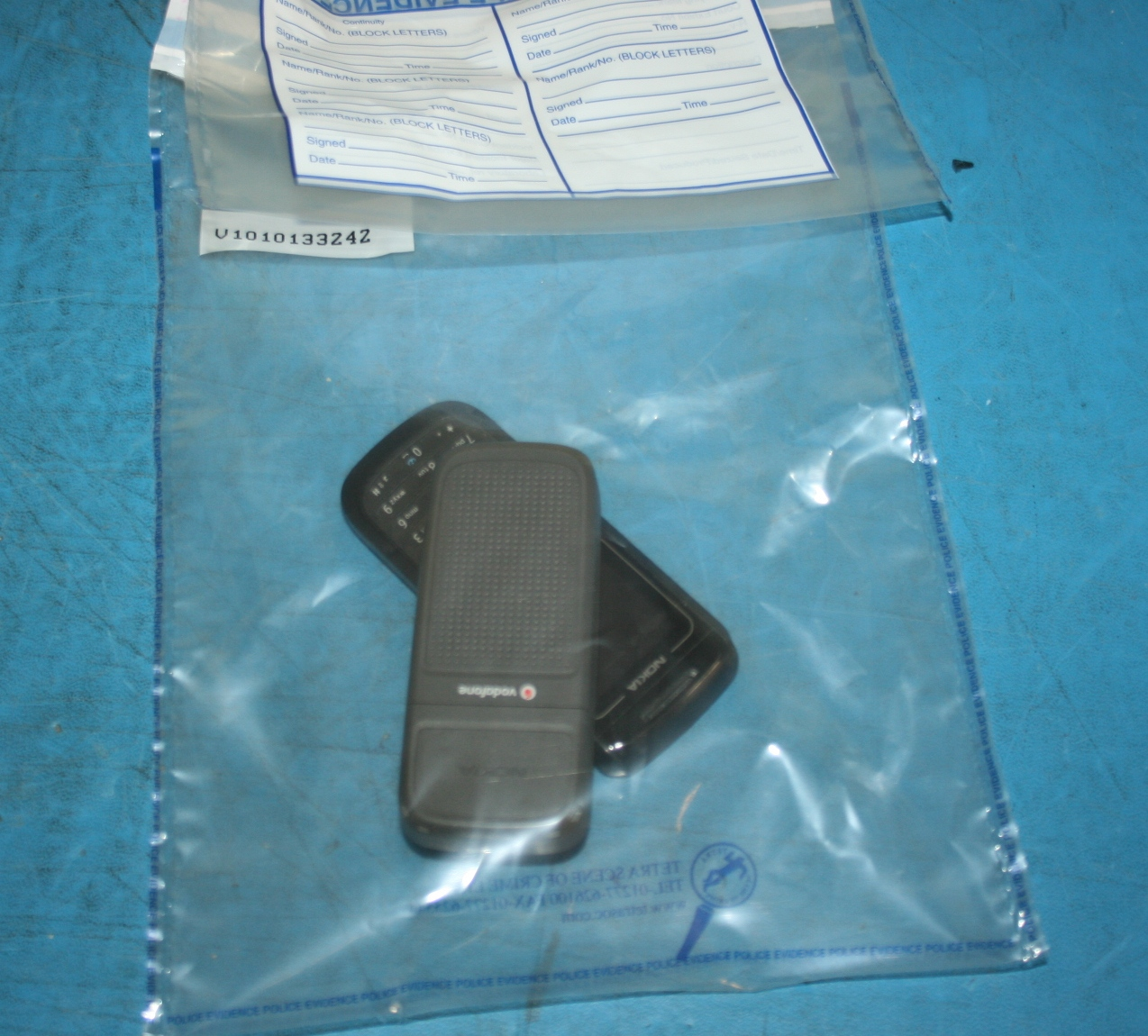
영국에서 증거 가방에 있는 휴대전화

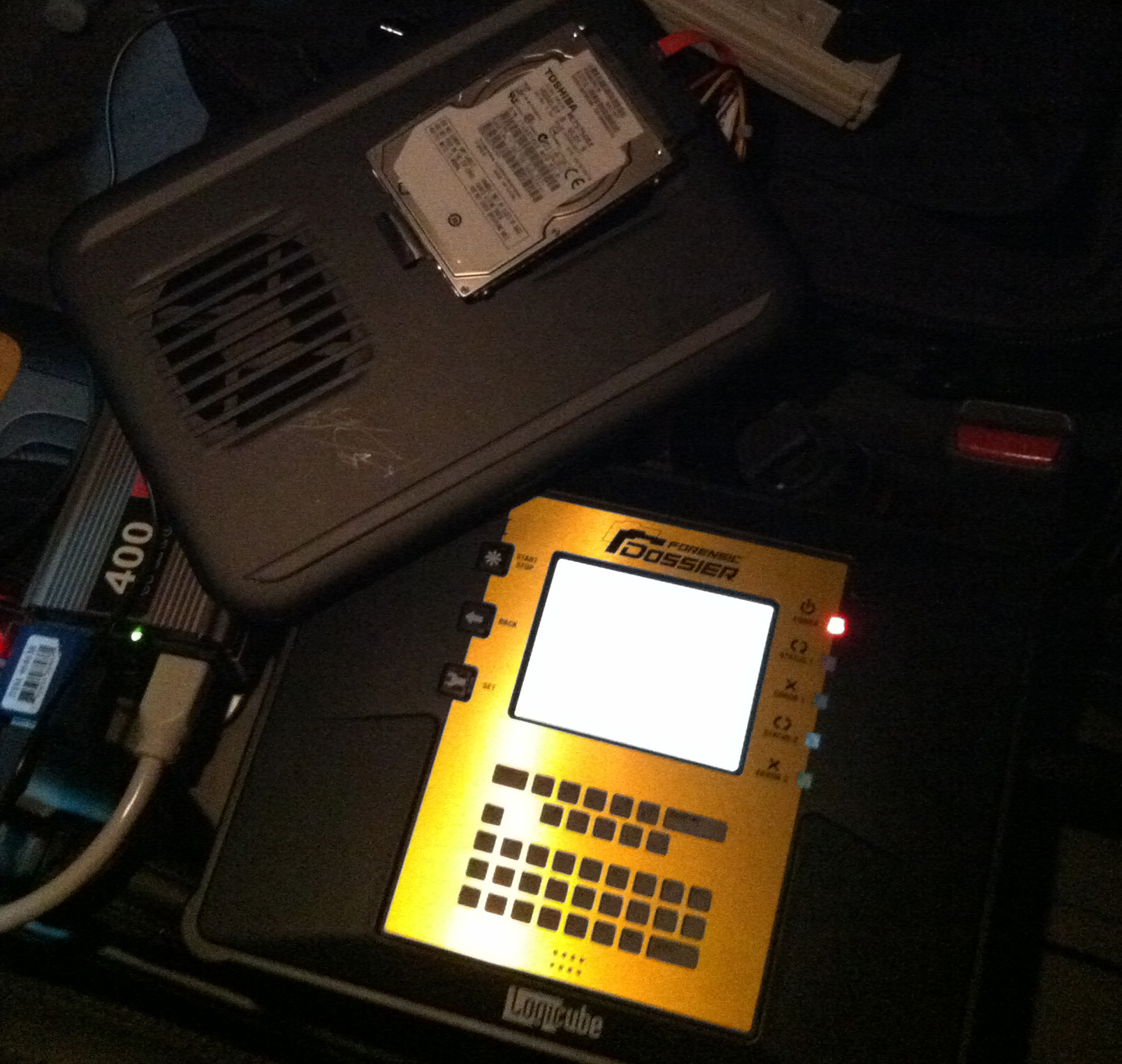
법의학 시험을 위해 현장에서 하드 드라이브를 이미징하고 있다.

## 참조
- 디지털 법의학 도구 목록
- 사이버 스페이스
- 디지털 법의학 용어집
- 법의학 개요
- 법 의학적 검색
- 디지털 증거에 관한 과학 실무 그룹

## 같이 보기
- 컴퓨터 포렌식

## 관련 저널
- Journal of Digital Forensics, Security and Law
- International Journal of Digital Crime and Forensics
- Journal of Digital Investigation
- International Journal of Digital Evidence
- International Journal of Forensic Computer Science 보관됨 2020-10-06 - 웨이백 머신
- Journal of Digital Forensic Practice
- Small Scale Digital Device Forensic Journal